# アレクサンドル・ツィルレア
ミルセア・アレクサンドル・ツィルレア（Mircea Alexandru Țîrlea、2000年3月28日 - ）は、スペイン・アルカラ・デ・エナーレス出身のルーマニア系スペイン人サッカー選手。ジムナスティック・タラゴナ所属。ポジションはDF。

## クラブ経歴
2010年に10歳でレアル・マドリードのカンテラに入団した。カンテラ入団後は順調にトップチームへの階段を登って行ったが、カスティージャ昇格後は出場機会が減少していった。2019年7月26日、プレー経験と出場機会を得るためにセグンダ・ディビシオンBのサラマンカCF UDSへ1シーズンのレンタル移籍を発表した。サラマンカでは主に右ウイングでのポジションで試合に出場し、シーズンリーグ戦16試合に出場したが、無得点に終わった。
2020年7月27日、デポルティーボ・アラベスに2年契約で移籍し、Bチーム登録となった。翌年1月31日、ラシン・サンタンデールとのホームゲームでキャリア初ゴールを挙げた。2021年12月14日、コパ・デル・レイのリナーレス・デポルティーボ戦にてトップチームデビューを果たした。4日後のラージョ・バジェカーノとのリーグ戦ではマルティン・アギーレガビリアとの交代でラ・リーガデビューを飾った。
2022年7月19日、ジムナスティック・タラゴナに1年契約で移籍した。

## 人物
- 父親のミルセア・ニコラエは地元アルカラでサッカーコーチをしている[7]。

## 個人成績

### クラブ
| クラブ                    | シーズン     | リーグ         | リーグ | リーグ | 国内カップ | 国内カップ | 国際カップ | 国際カップ | その他 | その他 | 通算 | 通算 |
| クラブ                    | シーズン     | ディヴィジョン | 出場   | 得点   | 出場       | 得点       | 出場       | 得点       | 出場   | 得点   | 出場 | 得点 |
| ------------------------- | ------------ | -------------- | ------ | ------ | ---------- | ---------- | ---------- | ---------- | ------ | ------ | ---- | ---- |
| サラマンカ                | 2019-20      | セグンダB      | 16     | 0      | -          | -          | -          | -          | -      | -      | 16   | 0    |
| デポルティーボ・アラベスB | 2020-21      | セグンダB      | 23     | 1      | -          | -          | -          | -          | -      | -      | 23   | 1    |
| デポルティーボ・アラベスB | 2021-22      | テルセーラRFEF | 11     | 0      | -          | -          | -          | -          | -      | -      | 11   | 0    |
| デポルティーボ・アラベスB | クラブ通算   | クラブ通算     | 34     | 1      | -          | -          | -          | -          | -      | -      | 34   | 1    |
| デポルティーボ・アラベス  | 2021-22      | ラ・リーガ     | 1      | 0      | 1          | 0          | -          | -          | -      | -      | 2    | 0    |
| キャリア通算              | キャリア通算 | キャリア通算   | 51     | 1      | 1          | 0          | 0          | 0          | 0      | 0      | 52   | 1    |